# Confessionalização
A confessionalização, conceito historiográfico elaborado na década de 1980 pelos historiadores Wolfgang Reinhard e Heinz Schilling, vincula-se ao conceito de Disciplinamento Social, formulado em 1969, por Gerhard Oestreich. A confessionalização abrange categorias que dialogam com modelos de comportamento amplamente divulgados e interiorizados pelos indivíduos, fazendo com que tal processo transformasse a consciência moral e cultural em todos os âmbitos da vida social. Partindo disso, nota-se que em última instância, haveria uma mudança estrutural da sociedade e de suas formas de organização política, caracterizando a construção do próprio Estado Absolutista do século XVIII. Os trabalhos de Reinhard e Schilling destacam-se por elucidar o papel das diferentes confissões religiosas nesse processo.
O conceito faz referência à formação das Igrejas confessionais durante a Idade Moderna na Europa, ou seja, instituições organizadas e consolidadas a partir das confissões de fé escritas, além de possuírem doutrinas e práticas religiosas específicas. Um dos elementos principais da confessionalização foi a confissão, a qual teve papel essencial na coerção dos comportamentos sociais. Ademais, pode-se citar o papel das diferentes Igrejas, que apoiadas nessa prática, buscaram estabelecer e homogeneizar normas de conduta para legitimar seu domínio. Além disso, a confissão auxiliou o processo de disciplinamento social, o que resultou em uma maior preocupação em relação às obrigações morais.
O período entre os séculos XVI e XVII foi marcado pelo estreito vínculo entre religião e poder régio. As autoridades seculares utilizavam elementos de caráter religioso em suas teses argumentativas de modo a se comunicarem com seus súditos para aderirem a projetos de caráter essencialmente político, favorecendo, simultaneamente, o fortalecimento das identidades territoriais. Nesse contexto, o processo de disciplinamento social tornou-se um favorecedor da ordem política. Além disso, houve uma intensa incorporação da Igreja à estrutura do Estado, mediante ações de caráter patrimonial e jurisdicional, que buscavam uma maior subordinação das entidades e agentes religiosos ao poder do príncipe.
Dentre os principais grupos de confissões da Europa Ocidental, incluem-se: catolicismo, luteranismo e calvinismo. As semelhanças presentes entre essas confissões se pontuam quanto às formas de se organizar institucionalmente e aos dispositivos de intervenção sobre a sociedade que desenvolveram. Por outro lado, o principal fator de diferenciação será a sistematização da doutrina, que desencadeará uma competição entre elas através da criação de ideais singulares para se diferenciarem uma das outras.

## Crítica
O fenômeno confessional foi de extrema importância para entender a modernidade. Esferas de poder e controle social foram estabelecidas e com elas uma cultura que permeava a sociedade daquela época. A partir deste conceito, surgiram diversas críticas às variáveis que foram desconsideradas pelos autores da teoria. Desse modo, pode-se estabelecer uma relação de relevância entre a forma na qual o conceito foi inicialmente analisado e a maneira que, mais tarde, foi colocado em questão e criticado, demonstrando a vantagem de examinar e rever ideias já desenvolvidas.
Duas grandes pautas abordadas para criticar a análise inicial do fenômeno foram as ideias de que a confessionalização deveria ser estudada através de suas especificidades e não como um conceito geral e a noção de que não foi um processo desenvolvido apenas como uma forma unilateral das relações de poder e controle. Na primeira questão, alguns historiadores afirmam que devido às diversas formas de se desenvolver o movimento confessional, seria necessário o estudo específico de cada território de modo a reconhecer as diferentes formas de crença e práticas que influenciaram nas dinâmicas sociais. Neste contexto, entre as diversas formas de interiorização das normas e de comportamentos religiosos específicos, exigindo certa sensibilidade para compreender o funcionamento do cotidiano daquelas pessoas.
Na segunda pauta, a crítica é estabelecida a partir do argumento de que o controle social se deu apenas numa relação “de cima para baixo”. Nesta teoria é possível levantar um questionamento a partir da argumentação de que, na verdade, a confessionalização se estabelece como um disciplinamento, pois havia uma adesão pessoal da população ao processo, ou seja, a regulação do comportamento era também feita pelas pessoas. Se confessar era uma forma de professar a sua fé e adentrando o universo vigente nota-se que a religião fazia tão parte do cotidiano da sociedade quanto o poder secular. Partindo deste ponto, é importante frisar que os historiadores não negam a pressão exercida pelas autoridades, mas sim colocam os sujeitos submetidos ao poderio secular e religioso como protagonistas e responsáveis pela continuidade do controle social.
Dessa forma, pode-se concluir a importância das críticas para que o processo seja analisado através de sua totalidade, mas sem desconsiderar as contribuições iniciais do uso do conceito. O processo confessional é de extrema relevância para entender as formas de se estabelecer a vida na Idade Moderna, por isso também provocou muitas discussões historiográficas.